# Final do Campeonato Europeu de Futebol de 1980
A Final do Campeonato Europeu de Futebol de 1980 foi uma partida de futebol disputada em 22 de Junho de 1980 no Estádio Olímpico de Roma, Itália, para determinar o vencedor do Campeonato Europeu de Futebol de 1980. A partida contou com a Alemanha ocidental, vice-campeã na edição anterior da competição e a Bélgica.
A Alemanha venceu a partida por 2 a 1 com dois golos de Horst Hrubesch, com o golo da Bélgica a surgir de um pênalti convertido com sucesso por René Vandereycken.

## Caminho para a final
| Grupo B    | J | V | E | D | GP | GC | Pts |
| ---------- | - | - | - | - | -- | -- | --- |
| Bélgica    | 3 | 1 | 2 | 0 | 3  | 2  | 4   |
| Itália     | 3 | 1 | 2 | 0 | 1  | 0  | 3   |
| Inglaterra | 3 | 1 | 1 | 1 | 3  | 3  | 3   |
| Espanha    | 3 | 0 | 1 | 2 | 2  | 4  | 1   |

| Grupo B            | J | V | E | D | GP | GC | Pts |
| ------------------ | - | - | - | - | -- | -- | --- |
| Alemanha Ocidental | 3 | 2 | 1 | 0 | 4  | 2  | 5   |
| Tchecoslováquia    | 3 | 1 | 1 | 1 | 4  | 3  | 3   |
| Países Baixos      | 3 | 1 | 1 | 1 | 4  | 4  | 3   |
| Grécia             | 3 | 0 | 1 | 2 | 1  | 4  | 1   |

## O jogo

### Detalhes
| 22 de junho de 1980 | Bélgica                 | 1 – 2     | Alemanha Ocidental | Stadio Olimpico, Roma                   |
| 20:30               | Vandereycken 75' (g.p.) | Relatório | Hrubesch 10' 88'   | Público: 47 864 Árbitro: Nicolae Rainea |

| Bélgica | Alemanha Ocidental |

| GK         | 12 | Jean-Marie Pfaff      |     |
| RB         | 2  | Eric Gerets           |     |
| CB         | 4  | Walter Meeuws         |     |
| CB         | 3  | Luc Millecamps        | 35' |
| LB         | 5  | Michel Renquin        |     |
| RM         | 6  | Julien Cools (c)      |     |
| CM         | 8  | Wilfried Van Moer     |     |
| CM         | 7  | René Vandereycken     | 55' |
| LM         | 17 | Raymond Mommens       |     |
| CF         | 9  | François Van der Elst | 89' |
| CF         | 11 | Jan Ceulemans         |     |
| Treinador: |    |                       |     |
| Guy Thys   |    |                       |     |

| GK             | 1  | Harald Schumacher     |     |     |
| SW             | 15 | Uli Stielike          |     |     |
| CB             | 5  | Bernard Dietz (c)     |     |     |
| CB             | 4  | Karlheinz Förster     | 59' |     |
| RWB            | 20 | Manfred Kaltz         |     |     |
| LWB            | 2  | Hans-Peter Briegel    |     | 55' |
| CM             | 6  | Bernd Schuster        |     |     |
| CM             | 10 | Hansi Müller          |     |     |
| AM             | 8  | Karl-Heinz Rummenigge |     |     |
| CF             | 9  | Horst Hrubesch        |     |     |
| CF             | 11 | Klaus Allofs          |     |     |
| Substitutions: |    |                       |     |     |
| MF             | 3  | Bernhard Cullmann     |     | 55' |
| Treinador:     |    |                       |     |     |
| Jupp Derwall   |    |                       |     |     |

| Match rules - 90 minutos. - 30 minutos de prolongamento se necessário. - Penalties se permanecer o empate. - Maximo de duas substituições. |